# Bocanda
 (novembre 2024).
La mise en forme du texte ne suit pas les recommandations de Wikipédia : il faut le « wikifier ».
Les points d'amélioration suivants sont les cas les plus fréquents. Le détail des points à revoir est peut-être précisé sur la page de discussion.
- Les titres sont pré-formatés par le logiciel. Ils ne sont ni en capitales, ni en gras.
- Le texte ne doit pas être écrit en capitales (les noms de famille non plus), ni en gras, ni en italique, ni en « petit »…
- Le gras n'est utilisé que pour surligner le titre de l'article dans l'introduction, une seule fois.
- L'italique est rarement utilisé : mots en langue étrangère, titres d'œuvres, noms de bateaux, etc.
- Les citations ne sont pas en italique mais en corps de texte normal. Elles sont entourées par des guillemets français : « et ».
- Les listes à puces sont à éviter, des paragraphes rédigés étant largement préférés. Les tableaux sont à réserver à la présentation de données structurées (résultats, etc.).
- Les appels de note de bas de page (petits chiffres en exposant, introduits par l'outil «  Source ») sont à placer entre la fin de phrase et le point final[comme ça].
- Les liens internes (vers d'autres articles de Wikipédia) sont à choisir avec parcimonie. Créez des liens vers des articles approfondissant le sujet. Les termes génériques sans rapport avec le sujet sont à éviter, ainsi que les répétitions de liens vers un même terme.
- Les liens externes sont à placer uniquement dans une section « Liens externes », à la fin de l'article. Ces liens sont à choisir avec parcimonie suivant les règles définies. Si un lien sert de source à l'article, son insertion dans le texte est à faire par les notes de bas de page.
- La présentation des références doit suivre les conventions bibliographiques. Il est recommandé d'utiliser les modèles {{Ouvrage}}, {{Chapitre}}, {{Article}}, {{Lien web}} et/ou {{Bibliographie}}. Le mode d'édition visuel peut mettre en forme automatiquement les références.
- Insérer une infobox (cadre d'informations à droite) n'est pas obligatoire pour parachever la mise en page.

Pour une aide détaillée, merci de consulter Aide:Wikification.
Si vous pensez que ces points ont été résolus, vous pouvez retirer ce bandeau et améliorer la mise en forme d'un autre article.
Bocanda  Avec un peupement essentiellement Baoulé, Bocanda est une ville du centre de la Côte d'Ivoire, et chef-lieu de département de la région du N'Zi, couvrant une superficie de 4200 km. Il comprend les sous-préfectures de Kouadioblékro, de Begansou, de Bocanda et de N'zécresessou et 136 villages.

## Économie
Historiquement, Bocanda était un centre économique dynamique grâce à la culture du café et du cacao. Cependant, l'agriculture dans la région est actuellement considérée comme insuffisamment développée, ce qui a des implications sur la croissance économique locale.

## Administration
Une loi de 1978 a institué 27 communes de plein exercice sur le territoire du pays.
| Date d'élection | Identité              | Parti    | Qualité         | Statut |
| --------------- | --------------------- | -------- | --------------- | ------ |
| 1980            | Denis Oussou-Essui    | PDCI-RDA | Homme politique | élu    |
| 1985            | Denis Oussou-Essui    | PDCI-RDA | Homme politique | élu    |
| 1990            | Aboley Diby Michel    | PDCI-RDA | Homme politique | élu    |
| 1995            | Aboley DIby Michel.   | PDCI-RDA | Homme politique | élu    |
| 2001            | Essis Kouamé          | PDCI-RDA | Homme politique | élu    |
| 2013            | Kouamé Kouakou Lacina | PDCI-RDA | Homme politique | élu    |
| 2018            | kramo Kouassi         | RHDP     | Homme politique | élu    |
| 2023            | Kramo Kouassi         | RHDP     | Homme politique | reélu  |

## Représentation politique
L'Assemblée nationale de Côte d'Ivoire compte 223 députés élus pour cinq ans.
| Date d'élection | Identité                    | Parti    | Qualité         | Statut |
| --------------- | --------------------------- | -------- | --------------- | ------ |
| 1980            | Denis Oussou-Essui          | PDCI-RDA | Homme politique | élu    |
| 1985            | Denis Oussou-Essui          | PDCI-RDA | Homme politique | élu    |
| 1990            | Denis Oussou-Essui          | PDCI-RDA | Homme politique | élu    |
| 1995            | Kouadio Kouassi.            | PDCI-RDA | Homme politique | élu    |
| 2001            | Koissi Koissi Bruno         | PDCI-RDA | Homme politique | élu    |
| 2010            | kramo kouassi               | PDCI-RDA | Homme politique | élu    |
| 2016            | N'zi Eliane                 | PDCI-RDA | Homme politique | élu    |
| 2021            | N'ZI Eliane Kouamé Athanase | PDCI-RDA | Homme politique | élu    |

Le mandat de l’Assemblée nationale élue en 2001 s'achevait, le 16 décembre 2005. Mais, en raison de la crise politico-militaire de 2002, les élections législatives n'ont pas eu lieu, et l’Assemblée nationale en place est demeurée en fonction et a conservé ses pouvoirs.

## Personnalités de la ville
- Klékpan Prospère, homme politique ;
- André Silver Konan, journaliste et écrivain[7];
- Aboley Diby, maire ;
- Dodo Akissi Madeleine, femme politique ;
- Kolia Bo, chef coutumier et homme politique progressiste ;
- Traoré Bintou, femme politique ;
- Moussa Diaby, opérateur économique et homme politique ;
- Yves Marie Koissi, homme politique, président du conseil général du département de Bocanda.

## Société

### Démographie
| 1920                                                             | 1946 | Rec.1975 | Rec. 1988 | 1998 | Est. 2010 |
| ---------------------------------------------------------------- | ---- | -------- | --------- | ---- | --------- |
|                                                                  |      | 6 427    | 7 415     |      | 11 942    |
| Nombre retenu à partir de 1920 : Population sans doubles comptes |      |          |           |      |           |

## Villes voisines
Dimbokro

M'bahiakro

Ouéllé

Didiévi

Daoukro

Ananda